# Felületes ujjhajlító izom

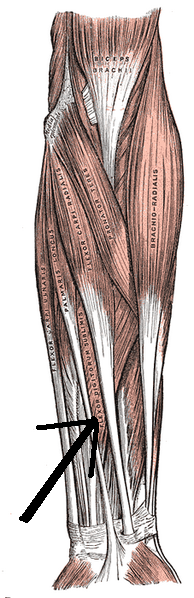
Az alkar izmai (a nyíl mutatja és a két ín között látható)

A felületes ujjhajlító izom (latinul musculus flexor digitorum superficialis) az ember alkarjában található izom, amely a kettes–ötös ujjak, valamint a csukló hajlítója. 
A felületes ujjhajlító izom rostjai a felkarcsont (humerus) belső könyökdudorától (epicondylus medialis humeri), a tuberositas ulnaen át, az orsócsontig (radius) terjedő vonal mentén erednek  majd végigfutnak az alkaron. A belőle kiinduló négy ín a kéztőalagúton (canalis carpi) megy tovább, és végül a II-V. középső ujjperccsontokon (phalanx media) tapadnak. A nervus medianus idegzi be és az arteria ulnaris látja el vérrel.